# Красная стена (Великобритания)

Результаты выборов 2017 и 2019 года, демонстрирующие поддерживающих лейбористов группы округов (красный цвет) в Западном Мидлендс, Ланкашире, Западном Йоркшире и Северо-восточной Англии.

Электоральная карта выборов 2017 года с округами равного размера.

Красная стена (англ. Red wall), также известная как Глубокий тыл лейбористов (англ. Labour heartlands) и Красная стена лейбористов (англ. Labour’s red wall), используемый в британской политике термин, подразумевающий группу исторически тяготеющих к лейбористам избирательных округов в Мидлендсе, Йоркшире, Северо-восточном Уэльсе и Северной Англии. Был придуман социологом Джеймсом Канагасурьямом в 2019 году.
При просмотре карты предыдущих избирательных кампаний блок выигранных партией округов напоминал стену красного цвета, который традиционно используется для обозначения лейбористов. Этот эффект становится ещё сильнее, когда результаты проецируются на карту, показывающую округа равного размера: в 2017 году сплошные красные блоки продольно перекрывали север Англии. На выборах 2019 года ряд этих округов внезапно поддержали консерваторов, что дало повод британским СМИ констатировать посинение, падение, разрушение и уничтожение красной стены.. На всеобщих выборах 2024 года лейбористы вернули себе почти все эти места, а СМИ описали «красную стену» как «восстановленную».
Термин подвергался критике за обобщение. Льюис Бастон утверждал, что красная стена политически разнообразна и включает колеблющиеся в связи с национальной традицией округа-политические барометры (англ. bellwether) и демонстрирующие более необычный сдвиг бывшие индустриальные и горнодобывающие населённые пункты. В статье для газеты The Daily Telegraph в 2020 году консервативный депутат от избирательного округа Саутгемптон Итчен Ройстон Смит утверждал, что завоёванный им на выборах 2015 года округ в постиндустриальном Саутгемптоне был одним из первых отнятых у лейбористской красной стены парламентских мест.

## Предыстория
В 2014 году политологи Мэтью Гудвин и Роберт Форд задокументировали переход к UKIP ранее поддерживавших лейбористов голосов рабочего класса, что было названо ими Революцией справа.
Округа в Северном Мидлендсе и Северной Англии традиционно голосовали за Лейбористскую партию.
На всеобщих выборах 2017 года консерваторы потеряли места в целом, но получили шесть мест, удерживаемых лейбористами в Мидлендсе и на Севере, которые последняя партия занимала не менее трех десятилетий: Северо-восточный Дербишир, Уолсолл Норт, Мэнсфилд, Сток-он-Трент Саус, Миддлсбро Саус энд Ист Кливленд и Коупленд (полученный на перевыборах 2017 года). На выборах 2019 года консерваторы увеличили свое большинство в ранее полученных округах.
Лидер Партии брекзита Найджел Фарадж предположил, что прежнее голосование северных избирателей-лейбористов за UKIP и его партию облегчило им в 2019 году голосование за консерваторов.

## Выборы 2019 года

Полученные консерваторами новые избирательные округа на выборах 2019 года.

На всеобщих выборах 2019 года консервативная партия получила в Англии 48 мест, в то время как лейбористы утратили в этом регионе 47 мест и лишились 20 % голосов в округах красной стены. Ранее все эти округа со значительным перевесом проголосовали за выход из ЕС, и Брексит мог сыграл роль в переходе этих мест из одних партийных рук в другие.
Избиратели в округах вроде Болсовера, и колеблющиеся избиратели, известные как Человек из Уоркингтона, называли Брексит и Джереми Корбина причинами их отказа от голосования за лейбористов. Партия потеряла настолько большую поддержку в некоторых округах «красной стены», вроде Седжфилда, Эшфилда и Уоркингтона, что консерваторы победили бы там даже без притока новых голосов. Ниже представлен ряд примеров побед консерваторов в избирательных округах «красной стены»:
| Избирательный округ | Регион            | % голосов за выход из ЕС на референдуме | Описание | Примечания.                 |
| ------------------- | ----------------- | --------------------------------------- | --- | --------------------------- |
| Бассетло            | Ноттингемшир      | 68.3 %                                  | Лейбористский округ с выборов 1935 года. Консерваторы получили более половины голосов (более 14 000 голосов), при этом переход от лейбористов к консерваторам составил 18,4 %, что является самым большим показателем в стране. | [ 15 ] [ 3 ]                |
| Хэйвуд энд Миддлтон | Большой Манчестер | 62.4 %                                  | Удерживался лейбористами с момента создания в 1983 году, на перевыборах 2014 году для победы UKIP не хватило 617 голосов, на выборах 2015 и 2017 года преимущество лейбористов составляло более 5 и 7 тыс. голосов. В Великобритании дополнительные выборы обычно имеют значительно более низкий уровень явки избирателей по сравнению с обычными всеобщими выборами.                                           | [ 16 ]                      |
| Бишоп Окленд        | Графство Дарем    | 60.6 %                                  | Сохранялся за лейбористами с 1918 года за исключением одного голосования, хотя в 2017 году перевес составил 502 голоса. На выборах 2019 года консерваторы победили впервые за 134 года, имея преимущество в 7 962 голоса. | [ 15 ] [ 4 ]                |
| Блит Вэлли          | Нортумберленд     | 59.8 %                                  | Был лейбористским с момента создания в 1950 году за исключением одного голосования. Объявление результатов голосования вскоре после 23:30 стало первым символом электорального поворота и расценивалось как ранний признак тенденции всей избирательной кампании. | [ 1 ] [ 4 ] [ 17 ]          |
| Болсовер            | Дербишир          | 70.2 %                                  | Лейбористский округ с момента создания в 1950 году. Поражение потерпел 87-летний Деннис Скиннер, побеждавший здесь с 1970 года. | [ 15 ] [ 18 ]               |
| Дон Вэлли           | Южный Йоркшир     | 68.5 %                                  | Был лейбористским с выборов 1922 года. На выборах 2019 года потерпела поражение бывший министр и сторонница Брекзита Кэролайн Флинт, избиравшаяся от округа с 1997 года. | [ 1 ] [ 4 ]                 |
| Дадли Норт          | Западный Мидлендс | 71.4 %                                  | Удерживался лейбористами с момента создания в 1997 году. | [ 3 ]                       |
| Ли                  | Большой Манчестер | 63.4 %                                  | Лейбористский с выборов 1922 года. | [ 3 ]                       |
| Седжфилд            | Графство Дарем    | 58.9 %                                  | Удерживался лейбористами с выборов 1935 года (хотя с 1974 по 1983 год парламентское место было отменено). | [ 1 ] [ 4 ]                 |
| Уэйкфилд            | Западный Йоркшир  | 62.6 %                                  | Удерживался лейбористами с дополнительных выборов 1932 года, хотя большинство в 1983 году составляло всего 360 голосов, а с 2010 года был незначительным. Действующий член парламента Мэри Криг была ярым противником Брексита. | [ 19 ] [ 20 ] [ 21 ] [ 22 ] |
| Уоркингтон          | Камбрия           | 60.3 %                                  | Лейбористский округ за исключением первого голосования в 1918 году. Был выигран Марком Дженкинсоном с преимуществом в 4 176 голосов, на прошлых выборах представлявшим UKIP. | [ 1 ] [ 14 ] [ 23 ]         |
| Эшфилд              | Ноттингемшир      | 70.5 %                                  | Лейбористский с 1955 года, за исключением победы консерваторов на дополнительных выборах в 1977-79 годах, в 2010 году их одержала Глория Де Пьеро с большинством в 192 голоса. Она ушла в 2019 году, и её бывший офис-менеджер Ли Андерсон занял место после того, как перешел на сторону консерваторов. Лейбористская партия заняла третье место после местного независимого евроскептика Джейсона Задрозного. |                             |

## Выборы 2023 года
Согласно исследованию аналитической компании Survation, проведённому по заказу политической группы 38 Degrees, на выборах 2023 года лейбористы должны были добиться масштабной победы на уровне 1997 года (420 мест против 418) и возвратить себе каждое из 44 мест от красной стены, приобретённых консерваторами на прошлых выборах .

## В других странах
Журналист Николас Бёрджесс Фарелл использовал термин для описания красного пояса — исторически поддерживавших левых регионов Италии (вроде Эмилии-Романьи).